# IC 5172
IC 5172 је спирална галаксија у сазвјежђу Пегаз која се налази на листи објеката дубоког неба у Индекс каталогу.
Деклинација објекта је + 12° 49' 4" а ректасцензија 22h 9m 55,4s. Привидна величина (магнитуда) објекта IC 5172 износи 14,8 а фотографска магнитуда 15,6. IC 5172 је још познат и под ознакама CGCG 428-39, PGC 68190.